# Jacques Laffitte
Jacques Laffitte (Bayonne, 24 ottobre 1767 – Parigi, 26 maggio 1844) è stato un politico e banchiere francese.
Governatore della Banca di Francia, quindi deputato liberale, partecipò alla Rivoluzione di luglio e divenne presidente del Consiglio sotto Luigi Filippo

## Biografia
Nacque nei Pirenei Atlantici da una famiglia modesta e numerosa; il padre, Pierre, era mastro carpentiere; dopo gli studi divenne a sua volta, a dodici anni, apprendista carpentiere presso il padre, poi, nel giro di due anni, scrivano di un notaio di Bayonne, quindi commesso presso un negoziante della stessa città.

### La carriera di bancario
Nel 1788, all'età di ventun anni, si recò a Parigi, munito di una lettera di raccomandazione del suo principale, per un modesto impiego di commesso nell'ufficio del banchiere Jean-Frédéric Perregaux (1744-1808). La Banca Perregaux era destinata a diventare, in ragione delle sue relazioni con l'estero, la banca del Comitato di salute pubblica, e Perregaux, che si era saputo schierare adeguatamente dopo il colpo di Stato del 18 brumaio, uno dei consiglieri finanziari di Napoleone Bonaparte.
A Laffitte - dice la leggenda - era appena stato negato l'impiego, quando attraversando il cortile si chinò per raccattare da terra uno spillo; colpito dal gesto, Perregaux lo richiamò e lo assunse per tenere i libri contabili.
Jacques Laffitte diede prova di notevoli qualità e manifestò reale attitudine alla professione bancaria. Di carattere affascinante, gaio e vivace, dotato di grande capacità di lavoro e di una mente pronta ed acuta, conobbe una rapida ascesa. Perregaux gli permise di fare carriera, e gli affidò responsabilità via via più importanti. Nel 1790 la sua retribuzione fu portata a 3.000 franchi e, l'anno successivo, ebbe parte nei profitti e fu nominato assessore del giudice di pace della sezione del quartiere di Mont-Blanc.
Nel 1805, ritenendo di essere confinato ad un ruolo secondario, minacciò le dimissioni. La minaccia sortì il suo effetto e il 23 febbraio 1806 entrò come associato nella Sté Perregaux et Cie, con un quarto del capitale.
Ma, in ragione della salute malferma di Perregaux, nacque una nuova società il 29 dicembre 1807: Perregaux, Laffitte et Cie. Laffitte, designato da Perregaux come esecutore testamentario, deteneva il 50% del capitale sociale e divenne direttore generale, mentre il restante 50% andò al figlio e alla figlia di Perrégaux. Per dieci anni Laffitte condusse in prima persona l'azienda che divenne presto la prima banca di Parigi ed una delle più influenti banche europee.
Nel maggio 1801 Laffitte sposò Marine-Françoise Laeut (1783-1849), figlia di un commerciante; dall'unione nacque un'unica figlia, Albine Étiennette Marguerite Laffitte (†1881).
Il 19 gennaio 1809, Laffitte divenne reggente della Banca di Francia prendendo il posto di Perregaux dopo la morte di quest'ultimo. Conservò tale funzione sino al 1831. Fu nello stesso periodo giudice al tribunal de commerce della Senna (1809) e divenne presidente della Camera di commercio (dal 2 maggio 1810 al 14 maggio 1811). Il 6 aprile 1814, dopo la caduta del Primo Impero, fu chiamato dal governo provvisorio alle funzioni di governatore "provvisorio" della Banca di Francia, posto che occupò sino al 1820, data in cui gli succedette Gaudin. Ebbe l'eleganza di rifiutare il trattamento economico pertinente alla carica.
Napoleone una volta ebbe a dirgli: «Vi conosco, signor Laffitte, io so che voi non amate più il mio governo, ma vi ritengo un uomo onesto».
Laffitte ebbe occasione di dimostrarlo mettendosi al servizio dei governi successivi. Sotto la Prima Restaurazione, sottoscrisse di tasca propria una somma considerevole per coprire le spese delle riparazioni di guerra imposte dagli Alleati, e, mentre Napoleone sbarcava all'Elba, procurò ingenti fondi a Luigi XVIII. Nella sua banca Napoleone, sulla via dell'esilio, depositò una somma di 6 milioni di franchi. Dopo Waterloo, quando il governo provvisorio domandò alla Banca di Francia di prestare il denaro necessario al pagamento degli arretrati ai soldati dell'esercito imperiale, Laffitte si oppose, e anticipò la somma di due milioni con fondi propri. Qualche giorno più tardi, garantì quasi interamente la nuova contribuzione di guerra che la Prussia esigeva.
Laffitte era in quel momento a capo di una fortuna notevole, valutata da 20 a 25 milioni di franchi, che gli permise di acquistare, nel 1818, il castello di Maisons dalla vedova del maresciallo Lannes. Possedeva inoltre un castello a Meudon ed un altro a Breteuil nel dipartimento dell'Eure, oltre che una residenza privata a Parigi.

### Carriera politica
L'8 maggio 1815, Jacques Laffitte fu eletto rappresentante del commercio alla Camera dei Cento Giorni per il dipartimento della Senna. Si astenne dal prendere la parola dalla tribuna e votò con il partito costituzionale liberale.
Nuovamente eletto deputato per il medesimo collegio il 4 ottobre 1816, Laffitte prese allora posto fra i banchi della sinistra e si interessò di materie finanziarie, pronunciando memorabili discorsi cui il governo prestava la massima attenzione, sebbene l'oratore sedesse all'opposizione. Così, quando il duca de Richelieu creò una commissione parlamentare per affrontare il deficit, Luigi XVIII volle che Laffitte ne facesse parte: questi si pronunciò allora contro il sistema del prestito forzoso, contro le cedole ipotecarie, e respinse, in generale, tutto il sistema del prelievo obbligatorio che minava la fiducia popolare.
Nuovamente eletto il 20 settembre 1817, prese ancora posto all'opposizione, e si mise in evidenza per l'ardore con cui difese la libertà di stampa; dalla tribuna condannò la sanguinosa repressione delle proteste popolari, votò contro il nuovo sistema elettorale e invano reclamò un voto formale, invece di una semplice richiesta al re, per il mantenimento della legislazione vigente. Nel 1825 inaugurò la sottoscrizione nazionale per i figli del generale Foy con una elargizione di 50.000 franchi.
Il mandato di deputato gli fu confermato dagli elettori del II arrondissement di Parigi il 10 maggio 1822. Sviluppò allora un'importante disamina della situazione politica e finanziaria del Paese, pronunciandosi con forza contro la Spedizione di Spagna, ma sostenne il governo de Villèle nella sua opera di riduzione delle rendite finanziarie. Giustificò la propria adesione a tale misura, vivamente condannata dai suoi amici politici, per il desiderio di alleggerire la pressione fiscale sul popolo. Alle elezioni del 25 febbraio 1824 mancò la riconferma di stretta misura, ma entrò alla Camera il 29 marzo 1827, eletto nel III arrondissement dei Bassei Pirenei (Bayonne). Fu rieletto alle elezioni generali del 17 novembre seguente, nuovamente per il II arrondissement di Parigi e nel collegio del dipartimento dei Bassi Pirenei.
Dopo lo scioglimento della Guardia nazionale di Parigi, Laffitte si fece interprete della frazione più avanzata dell'opposizione parlamentare, reclamando la messa in stato d'accusa dei ministri. Il 26 gennaio 1828 diede in sposa la propria figlia Albine a Napoléon Joseph Ney, principe della Moskowa, figlio del maresciallo Ney, e tale alleanza contribuì a conciliarlo sia con il popolo che con la borghesia.
Fu nuovamente eletto il 12 luglio 1830 dal III arrondissement dei Bassi Pirenei dopo aver combattuto con tutte le proprie forze il governo Polignac.

#### Un ruolo decisivo durante la Rivoluzione del 1830
Senza mostrarsi apertamente ostile al ramo principale dei Borbone, Laffitte fu uno dei primi a considerare la salita al trono, in caso di necessità, del duca d'Orléans. Nel corso di molti anni accarezzò e portò avanti il progetto, soprattutto procurando sostenitori al principe. Era anche perfettamente preparato a giocare un ruolo decisivo al momento della Rivoluzione di luglio prendendo la testa della resistenza parlamentare. La sua influenza lo fece soprannominare «il Warwick francese», in quanto «fabbricante di sovrani».
Il 28 luglio 1830, appena giunto a Parigi dalla sua proprietà di Breteuil-sur-Iton, fu il primo a muoversi presso il duca d'Orléans: al Palais-Royal prese contatto col segretario del duca, Oudard, il quale trasmise a Luigi Filippo, a Neuilly, un messaggio in cui Laffitte si diceva pronto a lavorare per lui senza comprometterlo, raccomandando nel contempo «che non si compromettesse da solo facendosi prendere nei lacci di Saint-Cloud». Fu uno dei firmatari della protesta dei deputati contro le
Ordinanze di Saint-Cloud, quando arrivò da Saint-Cloud l'ordine di arrestarlo.
A mezzogiorno fu tra i deputati che si riunirono presso Pierre-François Audry de Puyraveau, e, coi generali Mouton e Gérard e i deputati Mauguin e Perier, si recò al palazzo delle Tuileries per chiedere al maresciallo Marmont di fermare lo spargimento di sangue. Davanti al rifiuto di Marmont, Laffitte si schierò senza riserve dalla parte dei rivoltosi e fece della sua abitazione il quartier generale dell'insurrezione, senza risparmiarsi per assicurarne il successo.
La mattina del 29 luglio Laffitte inviò Oudard a Neuilly per chiedere al duca d'Orléans di prendere urgentemente posizione, e chiamò presso di sé deputati e giornalisti. Durante tale riunione fu decisa la creazione di una commissione municipale provvisoria; Laffitte rifiutò di farne parte, puntando ad un ruolo a livello nazionale.
Il 30 luglio prese l'iniziativa di proporre al duca d'Orléans la luogotenenza del regno; il titolo fu conferito ufficialmente al principe la sera stessa, in una riunione di deputati tenutasi al Palais Bourbon.
A partire dall'alba, con l'aiuto di Thiers e la complicità di Talleyrand, Laffitte diresse la manovra in favore di Luigi Filippo. Ricevette i tre redattori del National: Thiers, Mignet, Carrel; non paventava più la minaccia bonapartista, dato che il duca di Reichstadt si trovava in Austria e la quasi totalità dei dignitari dell'Impero si erano schierati per la monarchia, ma temeva che con l'arrivo del duca di Mortemart, che Carlo X aveva nominato presidente del Consiglio al posto del principe di Polignac, i deputati si sarebbero lasciati convincere ad una reggenza accompagnata dalla proclamazione del nipote di Carlo X, il duca di Bordeaux. Per trovare velocemente una soluzione, decisero di proclamare senza indugi il duca d'Orléans: redatto da Thiers e Mignet, il testo fu stampato in forma di manifesto nelle tipografie del National ed affisso ovunque a Parigi.
Il 31 luglio Laffitte presiedette una nuova riunione parlamentare, ed ottenne si redigesse un indirizzo che i deputati tutti portarono al Palais-Royal. Ben lontano dallo schierarsi per la repubblica, che l'entourage di La Fayette aveva ancora la speranza di proclamare, Laffitte seppe evitare il rischio consigliando a Luigi Filippo di recarsi all'Hôtel de Ville per ricevervi l'unzione di "eroe de due mondi". Ferito ad una gamba, Laffitte accompagnò il corteo del duca d'Orléans su una portantina, e i passanti poterono notare la familiarità con cui Luigi Filippo si tratteneva con lui durante il tragitto.
Il 3 agosto la Camera dei deputati elesse a proprio presidente Casimir Perier, ma questi lasciò a Laffitte, secondo allo scrutinio ed eletto vicepresidente, di esercitare la funzione in sua vece.
Fu dunque sotto la presidenza di Laffitte che il trono fu dichiarato vacante, che la Carta del 1814 fu modificata e il trono assegnato a Luigi Filippo. Il 7 agosto Laffitte lesse al nuovo re la dichiarazione della Camera e l'atto costituzionale e, due giorni dopo, presiedette la seduta parlamentare in cui il sovrano prestò giuramento.
Nel 1830 Laffite finanziò inoltre il giornale Le National e fondò la loggia massonica "Les trois jours" dell'Oriente di Parigi, di cui fu il "venerabile".

#### Le responsabilità di governo
L'11 agosto 1830 Jacques Laffitte entrò come ministro senza portafoglio nel primo governo del nuovo regime. In ragione della nomina, dovette ripresentarsi davanti ai suoi elettori che gli rinnovarono la fiducia il 21 ottobre.

L'eterogenea squadra di governo, priva di un presidente del Consiglio, non tardò a sbandarsi sotto l'effetto delle diatribe interne fra i partiti della resistenza e del movimento. Laffitte si offrì allora di coordinare i ministri con la qualifica di presidente del Consiglio, cosa che causò le dimissioni immediate di Guizot, de Broglie ed altri.
Luigi Filippo pregò verbalmente Laffitte di formare il nuovo governo: «Se il capo del governo deve essere Laffitte - disse al duca de Broglie - sono d'accordo a condizione che sia lui stesso a scegliere i propri ministri, ed avverto in anticipo che, qualora non condivida la sua opinione, non prometto di soccorrerlo».
All'avvicinarsi del processo ai ministri di Carlo X, voluto dalla sinistra, il sovrano intendeva liberarsi dall'ipoteca repubblicana e liberale: confidò all'ambasciatore di Gran Bretagna che aveva «ancora due medicine da prendere», ossia Jacques Laffitte (liberale) e Odilon Barrot (repubblicano).
Laffitte, da parte sua, con una certa ingenuità, credeva di vedere in Luigi Filippo un sincero sostenitore del movimento mentre quegli, ben più vicino ai dottrinari e alla loro teoria della "quasi legittimità" della nuova monarchia, temeva lo spirito democratico e le agitazioni che ne considerava la conseguenza. Intimo del re, Laffitte immaginava inoltre di goderne la sincera simpatia in ragione dei pubblici attestati di amicizia.
Il governo fu costituito il 2 novembre dopo lunghe trattative ed interminabili consigli dei ministri. Laffitte divenne presidente del Consiglio e ministro delle Finanze.
Figura emblematica del partito del movimento, Laffitte desiderava veder evolvere il regime nato dalla Rivoluzione di Luglio verso il parlamentarismo, ed in definitiva verso la democrazia. A tal fine non voleva contrariare le forze rivoluzionarie che continuavano ad agitarsi nel Paese. Una politica del genere si accordava al suo temperamento: ossessionato per la propria popolarità, Laffitte ben si guardava dal compromettersi con misure repressive; ma ciò non conveniva al sovrano, il quale, affettando col suo presidente del Consiglio un'amicizia puramente di facciata, lavorava nell'ombra per screditarlo.
Il compito di Laffitte fu tanto più difficile in occasione delle proteste scoppiate in seguito al processo ai ministri di Carlo X (15 - 21 dicembre 1830), in cui gli accusati vennero condannati al carcere a vita.
Il governo fu costretto ad adottare misure repressive di stampo conservatore, che gli alienarono le simpatie della sinistra, senza con ciò avvicinarlo alla destra: la legge che attribuiva al re la nomina diretta delle municipalità, la legge sulla stampa, il mantenimento del censo a trecento franchi, la legge sulla lista civile, le dimissioni di La Fayette dalla Guardia nazionale; senza contare i moti del 14 febbraio 1831, che costrinsero alle dimissioni del prefetto di polizia di Parigi Jean-Jacques Baude, e del prefetto Odilon Barrot. Avvenimenti questi che resero impossibile la posizione di Laffitte, tanto di fronte all'opinione pubblica che di fronte al sovrano.
L'8 marzo 1831 Joseph Mérilhou diede le dimissioni dal governo, giudicandolo non abbastanza favorevole al movimento. Il governo era alle prese con una agitazione permanente ed una situazione parigina vicino all'insurrezione aperta, e non faceva quasi nulla per tentare di ristabilire l'ordine. Luigi Filippo ponderava la costituzione di un nuovo governo e pensava di chiamare un eminente rappresentante del partito dell'ordine nella persona di Casimir Perier. Ma il sovrano dovette favorire la caduta anticipata di Laffitte. Questi non nutriva nessun dubbio, ingannato dalle manifestazioni d'amicizia di Luigi Filippo, che non esitava a dichiarare: «Non c'è che una cosa impossibile fra noi, ed è che non siamo sempre insieme».
Gli affari italiani furono il pretesto della separazione. Il maresciallo Maison dalla sua ambasciata a Vienna inviò una nota, pervenuta a Parigi il 4 marzo, nella quale indicava che l'Austria si preparava ad intervenire militarmente per reprimere l'insurrezione italiana. La prospettiva non dispiaceva a Luigi Filippo, che vedeva con inquietudine i due figli di Luigi Bonaparte (Napoleone Luigi e Luigi Napoleone, futuro Napoleone III) combattere nei ranghi degli insorti italiani. Quando il ministro degli Affari esteri, generale Sébastiani, gli trasmise la nota di Maison, Luigi Filippo vietò che venisse resa nota a Laffitte (favorevole agli italiani), che ne apprese l'esistenza da Le National dell'8 marzo. Indignato, Laffitte chiese spiegazioni a Sébastiani, che dovette ammettere di aver agito su ordine del re. Il presidente del Consiglio si precipitò dal sovrano, cui espose il proprio progetto di intervento militare in Italia. Luigi Filippo, trincerandosi dietro le proprie prerogative di monarca costituzionale, lo invitò a far deliberare la questione dal Consiglio dei ministri, che si sarebbe riunito l'indomani. Laffitte sviluppò il proprio programma, che fu unanimemente respinto dai colleghi, di cui la maggior parte aveva già negoziato un posto nel futuro governo. Non gli restò altro che rassegnare le dimissioni. Il 13 marzo cedette il posto al governo presieduto da Casimir Perier.

#### Un'opposizione costante a Luigi Filippo
Le dimissioni riconciliarono Laffitte con l'opposizione, nei cui ranghi tornò a sedere alla Camera. Fu rieletto deputato a Bayonne il 5 luglio 1831 e, lo stesso giorno, nel II arrondissement di Parigi. Optò per il seggio di Bayonne e il suo posto di Parigi fu preso da Lefebvre. Per appena un voto non fu eletto alla presidenza della Camera, che andò a Amédée Girod de l'Ain.
Sedendo nei banchi della sinistra, si oppose a tutti i governi che si succedettero al potere. Fece parte con François Arago ed Odilon Barrot, della delegazione che si recò al Palazzo delle Tuileries per indurre il sovrano a dare al regime una svolta più popolare. Il 21 giugno 1834 uscì sconfitto dalle elezioni per il seggio di Bayonne e per il II arrondissement di Parigi, ma fu eletto nella Loira inferiore (Pont-Rousseau), nella Senna inferiore (Rouen) ed in Vandea (Bourbon-Vendée). Uscì ancora battuto dalle elezioni del 4 novembre 1837 nel II arrondissement di Parigi, ma venne eletto l'8 febbraio 1838 nel VI, dove un seggio era stato lasciato libero da François Arago, che aveva optato per Perpignano. Fu quindi rieletto il 2 marzo 1839 nel III collegio della Senna inferiore (Rouen), e il 9 luglio 1842 nella medesima circoscrizione.
Nel corso delle successive legislature, Laffitte non cessò di votare con l'opposizione, e si mostrò assai preoccupato di farsi perdonare il concorso prestato, a suo tempo, all'insediarsi della Monarchia di Luglio. Dichiarò: «Domando perdono a Dio e agli uomini di aver preso parte alla Rivoluzione di Luglio». Durante un banchetto politico a Rouen disse anche: «Se fui il più convinto partigiano della nuova monarchia, non sono più tuttavia fautore del suo innalzamento; perché in una situazione così grave [come la presente], non vedo che l'interesse generale». Nel 1844, presiedendo per anzianità l'apertura della sessione parlamentare, pronunciò un discorso, ostacolato dalle interruzioni del centro, in cui insistette sulla necessità di mantenere le «promesse» della Rivoluzione di Luglio.

### Gravi rovesci di fortuna
Paradossalmente l'arrivo al potere di Luigi Filippo, che Laffitte tanto aveva desiderato e tanto aveva contribuito a preparare, marcò per quest'ultimo l'inizio di una serie di sconfitte politiche e personali.
La politica lo aveva costretto a spese importanti, inoltre la sua banca aveva concesso prestiti a industrie e società immobiliari che, fallite, non erano state in grado di rimborsare. Per tentare di raddrizzare i suoi affari dovette vendere al re, per dieci milioni, la foresta di Breteuil, uno dei gioielli del suo patrimonio; ciononostante quando lasciò il governo fu quasi completamente rovinato, e i suoi avversari politici gli appiopparono il nomignolo di «Jacques La Faillite», accostando la sua incapacità di gestire la propria fortuna a quella di condurre il Paese. Si trovò con l'obbligo di liquidare la sua banca il 28 gennaio 1831. Sfuggì al fallimento grazie a un anticipo consentito dalla Banca di Francia e garantito dalle sue proprietà personali. Sua moglie fu costretta a vendere i propri diamanti.
L'anticipo di cui poté beneficiare gli diede una tregua che gli permise di organizzare la vendita della dimora di Parigi (1833), così come una parte dei possedimenti di Maisons. Poté conservare la sua casa grazie a una sottoscrizione nazionale.
Nel 1833 procedette a parcellizzare il grande parco del castello di Maisons-Laffitte sul modello della lottizzazione inglese. Fece di Maisons una località di case di campagna acquistate per la maggioranza da ricchi parigini appartenenti al mondo degli affari e dello spettacolo, attirati da un'importante campagna pubblicitaria. Laffitte fece demolire le stalle del castello per recuperare le pietre necessarie alla costruzione delle ville del parco. Incoraggiato dal genero, principe della Moskowa e dal nipote Charles Laffitte, organizzò a Maisons le prime corse di cavalli.
Nel 1836, terminata la liquidazione, riuscì a creare una nuova banca d'affari con capitale di venti milioni, grazie al sistema dell'accomandita: la "Caisse générale du commerce et de l'industrie J. Laffitte et Cie". Destinata a finanziare lo sviluppo delle imprese industriali, prototipo delle banche di affari largamente diffuse nella seconda metà del XIX secolo, l'impresa ebbe un mediocre successo, e chiuse i battenti poco dopo la morte del fondatore.
Jacques Laffitte morì a Parigi il 26 maggio 1844, per una malattia polmonare, all'età di 77 anni. Più di ventimila persone presero parte ai suoi funerali; sulla sua tomba tennero discorsi funebri Pierre Laffitte, Arago, Garnier Pagès, Visinet, Philippe Dupin ed uno studente. È sepolto al cimitero di Père-Lachaise.

## Opere
- Mémoires de Laffitte (1767-1844), pubblicato da Paul Duchon, Parigi, Firmin-Didot, 1932